# Arthur Tresse
Arthur Marie Leopold Tresse (* 24. April 1868 in Martigny-les-Bains, Département Vosges; † 5. Februar 1958 in Lisieux, Département Calvados) war ein französischer Mathematiker.
Tresse studierte an der École normale supérieure mit dem Abschluss 1891. Dort war er ein Studienfreund von Élie Cartan. Er setzte sein Studium an der Universität Leipzig bei Sophus Lie fort und lernte dabei auch Friedrich Engel kennen und die Arbeiten von Wilhelm Killing über Liealgebren, die er bei seiner Rückkehr nach Paris seinem Freund Cartan vermittelte. Bald darauf (1893) traf Lie auf einer Reise nach Paris selbst Cartan, der an seiner berühmten Dissertation über Liealgebren arbeitete. 1893 wurde Tresse in Paris bei Sophus Lie promoviert (Sur les invariants différentiels des groupes continus de transformations). Im Vorwort taucht erstmals der Begriff Lie-Gruppe auf, die Tresse nach Lie benannte.
Tresse war Mathematikprofessor am Collège Stanislas in Paris und Inspecteur général de l’instruction publique.
Er war Mitarbeiter an der französischen Ausgabe der Enzyklopädie der mathematischen Wissenschaften (Artikel Projektive Geometrie).

## Schriften
- mit Alexandre Thybaut: Cours de de géométrie analytique. A. Colin, Paris 1904.
- Éléments de géométrie analytique. A. Colin, Paris 1925, 7. Auflage 1954.
- Théorie élémentaire des géométries non-euclidiennes. Gauthier-Villars, Paris 1955.
- Inversion, involution et leurs applications. Vuibert, Paris 1956.